# Corvera (Murcia)
Corvera es una pedanía perteneciente al municipio de Murcia, en la Región de Murcia.  

## Geografía física

### Ubicación
Se encuentra situada en la comarca natural del Campo de Cartagena. En términos administrativos pertenece a la comarca de la Huerta de Murcia, aunque perteneciente al Campo de Murcia.
Se encuentra a 20 km de Murcia, y a 35 km del Mar Menor y de Cartagena, y tiene una altura media de 270 metros sobre el nivel del mar. Se halla al abrigo de la ladera sur de la Sierra de Carrascoy. Tiene una extensión de 44,86 km². 
Limita con: 
- Norte: Sangonera la Verde y El Palmar.
- Este: Baños y Mendigo.
- Oeste: Carrascoy-La Murta.
- Sur: Valladolises y Lo Jurado y el municipio de Fuente Álamo de Murcia.

## Geografía humana

### Servicios públicos

#### Aeropuerto
En esta localidad se encuentra el Aeropuerto Internacional de la Región de Murcia, que fue inaugurado el 15 de enero de 2019 y que está situado a 35 km del operativo Aeropuerto de San Javier, que pasó a ser un aeropuerto militar en exclusiva. Otras zonas de interés son el campo de golf o el observatorio astronómico de Murcia (La Murta).

#### Escuela
Hay una escuela pública en Corvera que se llama Isabel Bellvís, y que se construyó entre 1977-1978.

## Naturaleza
En Corvera se puede disfrutar de paseos a pie o caballo sobre la Sierra de Carrascoy, que junto con El Valle tienen la consideración de Parque Regional y son conocidos como «pulmón del municipio de Murcia». 

## Hermanamientos
La pedanía está hermanada con la ciudad inglesa de Newcastle.

## Festividades
Como actos de interés, son destacables sus fiestas patronales en honor a la Virgen del Rosario, que se celebran en torno al 7 de octubre, suponiendo una semana de festejos y celebraciones. También de interés resulta el mercadillo tradicional que se celebra todos los domingos por la mañana.